# Chester County, South Carolina
Chester County är ett administrativt område i delstaten South Carolina, USA. År 2010 hade countyt 33 140 invånare. Den administrativa huvudorten (county seat) är Chester. 

## Geografi
Enligt United States Census Bureau så har countyt en total area på 1 518 km². 1 505 km² av den arean är land och 16 km² är vatten. 

### Angränsande countyn
- York County, South Carolina - nord
- Lancaster County, South Carolina - öst
- Fairfield County, South Carolina - syd
- Union County, South Carolina - väst